# لیتل ریور، شهرستان چروکی، آلاباما
لیتل ریور (به انگلیسی: Little River) یک منطقهٔ مسکونی در ایالات متحده آمریکا است که در شهرستان چروکی، آلاباما واقع شده‌است. لیتل ریور ۱۷۷٫۰۹ متر بالاتر از سطح دریا واقع شده‌است.